# André Fernez
Pour les articles homonymes, voir Fernez.
André Fernez, de son vrai nom Désiré Fernez, né le 24 décembre 1917 à Zoeterwoude aux Pays-Bas et mort le 24 avril 1990 à Namur en Wallonie, est un ancien rédacteur en chef du journal Tintin de 1947 à 1959, également écrivain et scénariste de bande dessinée belge.

## Biographie
Désiré Fernez naît le 24 décembre 1917 à Zoeterwoude, au Pays-Bas mais c'est en Belgique qu'il passera l'essentiel de sa vie. En 1942, il obtient le titre de Docteur en droit de l'Université catholique de Louvain. En 1944, il entre dans l'Administration centrale comme conseiller juridique adjoint.
André Fernez entre au Journal de Tintin en 1953 en publiant le roman La 203 de l'aventure, illustré par René Follet, puis il y publie un autre roman Agent secret S-32 illustré par Jean Graton et Édouard Aidans en 1956. 
André Fernez en devient rédacteur en chef, le 19 septembre 1946, son nom apparaissant pour la première fois dans l'ours du journal no 13, succédant ainsi à Jacques Van Melkebeke. Il écrit le scénario de sa première bande dessinée : un court récit de 8 planches intitulé La Veillée d'Abuna dessiné par Édouard Aidans. Jimmy Stone, qu'il crée en 1959, ce héros récurrent vivra des aventures le temps de sept romans Le Rendez-vous de Santiago,  Les Compagnons de l'enfer (1959), Courrier pour l'Iran (1960), Dans la gueule du loup (1960), Traquenard à Hong-Kong (1960) illustrés par René Follet et L'Ombre d'un homme (1961) illustré par Édouard Aidans avant de devenir un personnage de bande dessinée dans Dispositif guet-apens dont Dino Attanasio assure la création graphique en 1964, récit qui sera publié tardivement aux éditions Point Image en noir et blanc en 1997. Entretemps, il publie 7 courts récits historiques mis en image diversement par Paul Ramboux, William Vance, André Beckers, Gill Van Dessel alias Mister Kit et un certain Léonard de 1963 à 1964. Après un dernier article rédactionnel en 1965, sa signature n'apparaît plus dans le journal. Il écrit encore le court récit Frédéric Chopin pour le dessinateur Francey dans Line en 1961 ainsi qu'un autre de 6 pages : La Femme sans nom pour le dessinateur Claude-Henri.
André Fernez créé en 1959 Nick Jordan, le héros d'une série de 41 romans, pour la collection de poche « Marabout Junior ».
Pour certaines publications, il utilise le pseudonyme de André Walk, comme notamment pour l'aventure de Nic Perin titrée Huit chevaux en balade, dessinée par Dino Attanasio et publiée dans Femmes d'aujourd'hui du no 987 daté du 18 avril 1964 au no 1016 du 22 octobre 1964, publié tardivement en album aux éditions Pan Pan.
Parallèlement à ces activités André Fernez écrit des dramatiques-télé : La Mort des autres en 1954, Le Train de l'espoir en 1959, Feu Lord Glensdale avec René Goscinny en 1963 ainsi qu'une pièce radiophonique : Facsimilé en 1958 pour laquelle il obtient le Grand Prix des programmes radiophoniques de langue française.
En 1975, André Fernez devient juriste au service de la Sûreté de l'État du Ministère de la Justice. Il écrit encore le scénario du téléfilm Baudoin des mines adapté du roman de Oscar-Paul Gilbert pour la RTBF en 1976.
André Fernez meurt le 24 avril 1990 à Namur, à l'âge de 72 ans.

## Œuvres

### Série desNick Jordan
- Cerveaux à vendre
- Nick Jordan voit rouge
- Virus H 84[8]
- Nick Jordan sur le gril
- Plein feux sur Nick Jordan
- Nick Jordan prend la mouche
- Mais Nick Jordan troubla la fête
- Pas de visa pour Nick Jordan
- Envoyez Nick Jordan
- Nick Jordan se casse la tête
- Nick Jordan rit jaune
- Jour de deuil pour Nick Jordan
- Sans nouvelles de Nick Jordan
- L'Heure H de Nick Jordan
- La Mer à boire pour Nick Jordan
- Nick Jordan hurle avec les loups
- Nick Jordan contre GX 17
- Carte blanche pour Nick Jordan
- Nick Jordan au pied du mur
- Signé Nick Jordan
- Nick Jordan jette du lest
- Nick Jordan incognito
- La Longue Nuit de Nick Jordan
- Nick Jordan contre Aramis
- S.O.S. à Nick Jordan
- Nick Jordan met le feu aux poudres
- Bien le bonjour de Nick Jordan
- La Bête noire de Nick Jordan
- Nick Jordan relève le défi
- À la santé de Nick Jordan
- Nick Jordan mène la danse
- Nick Jordan tourne casaque
- Nick Jordan perd le Nord
- Nick Jordan aux enfers
- Nick Jordan mène le deuil
- La Sarabande des hyènes
- Lâchez les chiens
- Le Coup du chacal
- Corde raide
- La Faute du mort
- Négatif P-224

### Autres
- Les Coulisses de l'espionnage, illustrations de Pierre Joubert, Marabout, Verviers, 1964

- Sa nouvelle Fac-similé a fait l'objet d'une adaptation radiophonique dans la série Les maîtres du mystère[9].

### Albums de bande dessinée
- C'étaient des hommes, Deligne, Bruxelles, 1976
Scénario : Yves Duval - André-Paul Duchâteau - Jacques Stoquart - André Fernez - Dessin : William Vance - Couleurs : noir et blanc, — Grand format.
- Jimmy Stone : Dispositif guet-apens[11], Point Image, coll. « Monde cruel », Bruxelles, 1997
Scénario : André Fernez - Dessin : Dino Attanasio - Couleurs : noir et blanc -  (ISBN 2-930110-17-1),Réédition en couleur, Éditions Hibou, 2014  (ISBN 2-87453-046-8).
- Nic Perin : Huit chevaux en balade, Pan Pan, Bruxelles, août 2011
Scénario : André Fernez - Dessin et couleurs : Dino Attanasio -  (ISBN 978-2-930571-12-6)

#### Livres
: document utilisé comme source pour la rédaction de cet article.
- Jean Van Hamme, Introduction à la bande dessinée belge, Bruxelles, Bibliothèque royale de Belgique, 1968, 80 p., ill. ; 26 cm (lire en ligne), p. 19[catalogue] publié à l'occasion de l'exposition La bande dessinée en Belgique, Bibliothèque Albert Ier, [Bruxelles], du 29 juin au 25 août 1968.
- Jean-Louis Lechat, Un demi-siècle d’aventures t. 1 : 1946 - 1969, Bruxelles, Le Lombard, 19 septembre 1996, 238 p., ill. ; 31 cm (ISBN 9782803612154 et 2-8036-1215-1, OCLC 300125239, présentation en ligne), p. 12, 40, 60, 67, 69, 72, 89, 91, 95, 97, 104, 109, 113, 117, 120, 122, 140, 156, 191.
- Frans Lambeau, Dictionnaire illustré de la bande dessinée belge : de la libération aux fifties (1945-1950), Liège, Les Éditions de la Province de Liège, 2016, 327 p., ill. ; 27 cm (ISBN 9782390100294 et 2390100295, OCLC 949771202, présentation en ligne), p. 290. .

#### Périodiques
- André Fernez (interviewé par Louis Teller et André Leborgne), « interview », Ran Tan Plan, no 28,‎ 1973.

#### Articles
- Danny De Laet, « Les Chroniques de Danny De Laet : Les maîtres du feuilleton André Fernez (1917-1990) », BD Oubliées,‎ 2 juillet 2025 (lire en ligne, consulté le 2 juillet 2025).